# Franz Maximilian Jahnus von Eberstädt

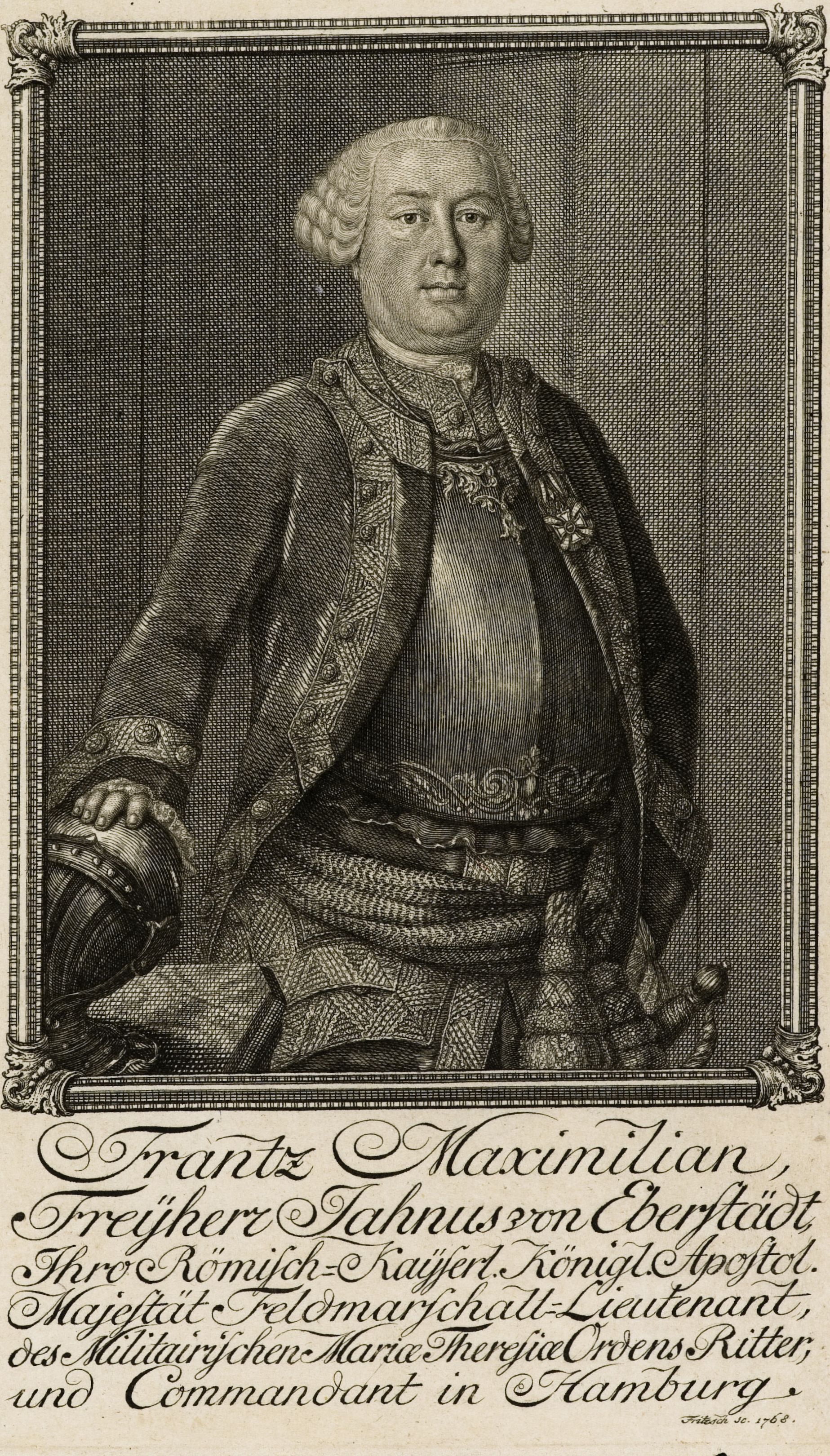
Kupferstich von Christian Fritzsch (1768)

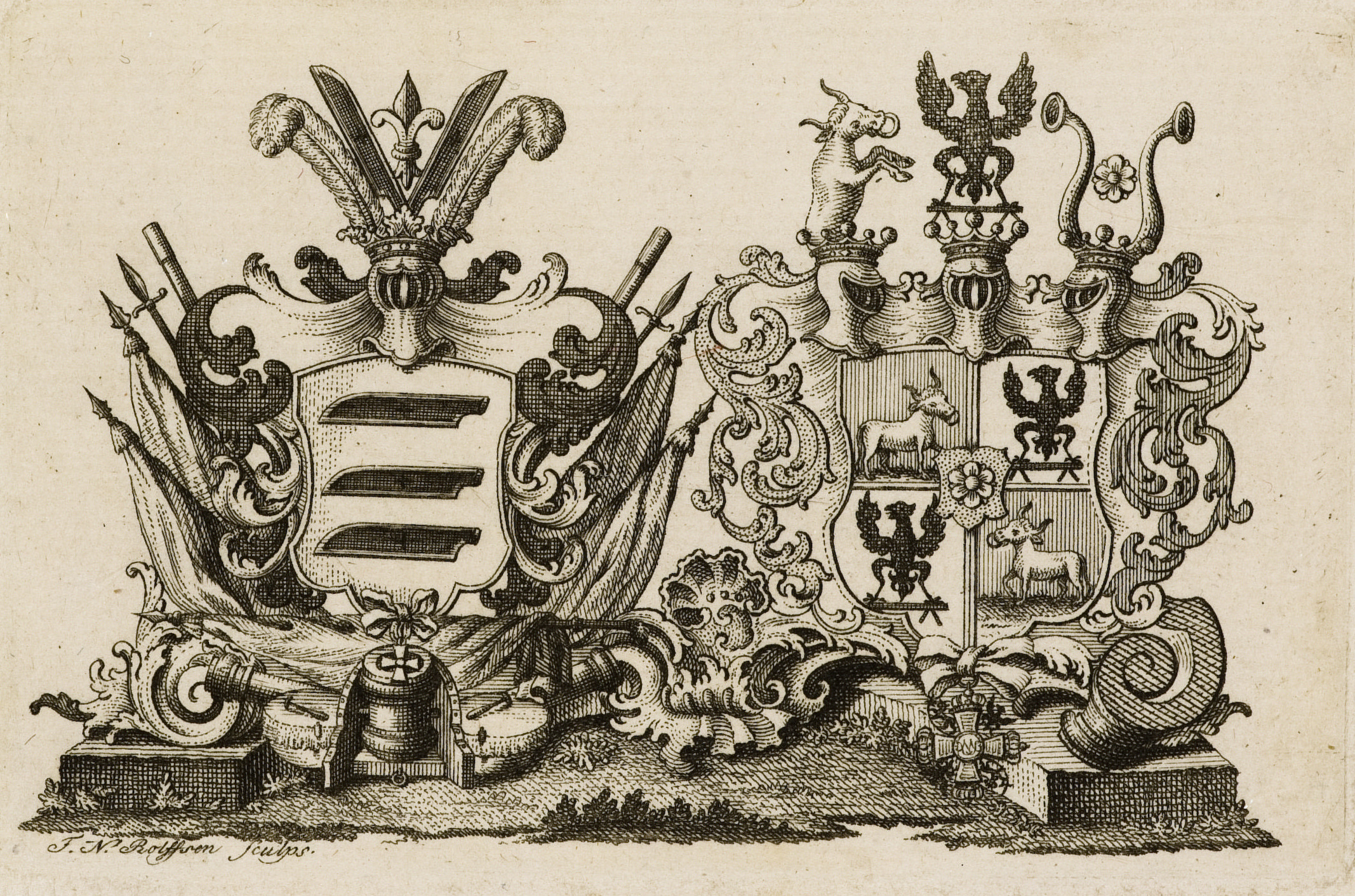
Wappen des Franz Maximilian Jahnus von Eberstädt und seiner zweiten Frau, Christiane Dorothea, geb. von Auersperg (1721–1804)

Franz Leberecht Ottocar Maximilian Freiherr Jahnus von Eberstädt (auch Freiherr von Jahnus von Eberstädt oder Freiherr von Eberstädt; * 16. August 1711 in Mailand; † 26. Januar 1772 in Hamburg) war ein österreichischer Feldmarschallleutnant und Stadtkommandant von Hamburg.

## Leben
Jahnus stammte aus einer Adelsfamilie aus Thüringen. Sein Vater war der Feldmarschalleutnant Adolph Wilhelm Jahnus von Eberstädt († 1731), dieser starb als Gouverneur von Tortona. Seine Mutter war Juliane Sophia von Lichtenberg (* 29. November 1685; † September 1713).
1723 wurde Jahnus Kadett. Von 1729 bis 1732 studierte er in der Heimat an der Universität Jena. Nachdem er die Studien abgeschlossen hatte, kehrte er zurück zum Militär. 1732 begann er als Fähnrich seine militärische Laufbahn, 1742 war er bereits Oberstleutnant. Er diente in habsburgischen Diensten in Italien und Frankreich und wurde am 5. Februar 1750 zum Oberst befördert.
Jahnus wurde aufgrund seiner Erfolge gegenüber Preußen im Siebenjährigen Krieg 1758 zum Generalmajor ernannt. Außerdem erhielt er am 7. März 1758 das Ritterkreuz des Militär-Maria-Theresien-Ordens. Im weiteren Verlauf des Krieges zeichnete er sich durch weitere kluge Manöver aus und wurde schließlich 1760 zum Feldmarschalleutnant befördert. 1762 nahm er einen Ruf aus der Freien Stadt Hamburg als Stadtkommandant an. Am 18. März 1763 erhielt er von Kaiser Franz Stephan einen Freipass, um mit seinen Bediensteten und seiner Familie nach Hamburg überzusiedeln.
Jahnus schlug 1770 einen Ruf als Feldmarschall der Republik Venedig aus und verstarb 1772 unerwartet.
Er war mit Christina Dorothea von Auersberg verheiratet. Das Paar hatte einen Sohn namens Franz Karl (* 1757), dieser war der letzte Vertreter des Geschlechts.